# Болотный кри
Болотный кри (Maskekon, Omaškêkowak, Omushkego, Swampy Cree, West Main Cree, West Shore Cree, York Cree) - находящаяся под угрозой исчезновения разновидность кри, на которой говорит народ кри, проживающий в глубине провинции Саскачеван, на северо-западном побережье залива Джеймс, на побережье залива Хадсон провинции Онтарио в Канаде. Имеет восточный и западный диалекты.